# Conostigmus fanalensis
Conostigmus fanalensis is een vliesvleugelig insect uit de familie van de Megaspilidae. De wetenschappelijke naam van de soort is voor het eerst geldig gepubliceerd in 1984 door Graham.